# 愛知県道153号浅井清須線

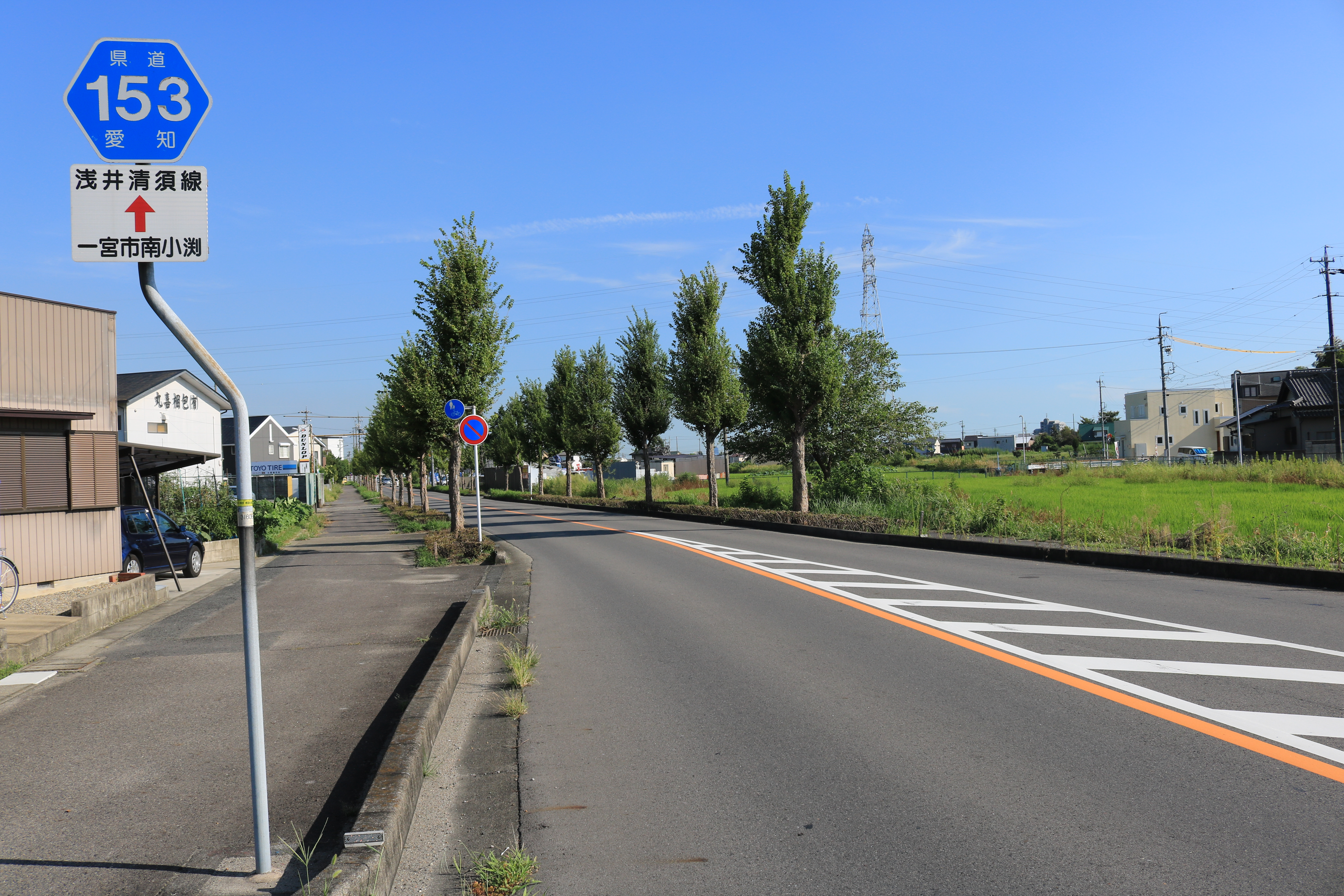
愛知県道153号浅井清須線、一宮市南小渕にて

愛知県道153号浅井清須線 （あいちけんどう153ごう あざいきよすせん）は、愛知県一宮市から同県清須市に至る一般県道である。制定当初から2000年代前半までは浅井清州線と呼ばれていた（改称次期は不明）。

## 概要

### 路線データ
- 起点：愛知県一宮市浅井町
- 終点：愛知県清須市

## 沿革
- 1959年（昭和34年）12月15日：認定

## 地理

### 通過する自治体
- 愛知県
  - 一宮市 - 清須市

### 交差する道路
- 愛知県道151号一宮各務原線（一宮市浅井町東浅井地内）
- 愛知県道64号一宮犬山線（時之島交差点）
- 愛知県道193号大垣江南線（西大海道交差点）
- 国道155号（小牧一宮バイパス、北尾張中央道）（柚木颪交差点）
- 愛知県道171号小折一宮線（小赤見交差点）
- 国道155号（白山交差点）
- 愛知県道149号浅野羽根岩倉線（浅野羽根交差点）
- 愛知県道155号井之口江南線（新道：浅野羽根南交差点）
- 愛知県道155号井之口江南線 （重吉交差点 - 三ツ井東交差点間で重複）
- 愛知県道25号春日井一宮線（三ツ井東交差点 - 丹陽小学校南交差点間で重複）
- 国道22号（名岐バイパス）（伝法寺交差点）
- 愛知県道161号名古屋豊山稲沢線（五六橋西詰 - 五日市場西交差点間：五六橋上で重複）
- 愛知県道62号春日井稲沢線（稲春橋交差点）
- 愛知県道62号春日井稲沢線（春日新橋交差点）
- 愛知県道163号一場中小田井線（春日橋交差点）
- 国道302号（名古屋環状2号線）（清州市朝日地内）
- 愛知県道67号名古屋祖父江線・愛知県道190号名古屋一宮線（岐阜街道、鮎鮨街道）（清洲橋交差点）
- 愛知県道142号新清洲停車場線（清洲橋交差点）

### 沿線
- 一宮浅井郵便局
- 一宮市役所西成出張所
- 尾西信用金庫一宮東支店
- 新般若用水
- 一宮丹陽郵便局
- 一宮市立丹陽小学校
- 清須市立春日中学校・清須市立春日小学校
- 清須市役所春日支所（旧・春日町役場）
- 五条川